# Philippe Roqueplo
 (avril 2018).
Si vous disposez d'ouvrages ou d'articles de référence ou si vous connaissez des sites web de qualité traitant du thème abordé ici, merci de compléter l'article en donnant les références utiles à sa vérifiabilité et en les liant à la section « Notes et références ».
Philippe Roqueplo, né le 14 mai 1926 dans le 16e arrondissement de Paris et mort le 13 mai 2024 à La Canourgue, est un polytechnicien, ancien dominicain, puis directeur de recherche au CNRS. Il a été en France le pionnier de la réflexion sur l’expertise scientifique et la démocratie, à laquelle il a consacré de nombreux travaux. 

## Biographie
Diplômé de l’École Polytechnique (X45), il a d’abord travaillé à EDF sur la programmation de la gestion des réserves en eau, élaborant divers modèles hydrologiques. Il a ensuite tenu la chronique scientifique à Politique hebdo et enseigné la philosophie des sciences à l’Institut catholique de Paris. Signataire de l’« Appel des 400 » en février 1975, il adhère au Groupement des Scientifiques pour l’Information sur l’Énergie Nucléaire (GSIEN), créé en 1976, et participe au lancement de la Gazette nucléaire. Devenu en 1979 directeur de recherche au CNRS, il y développera son analyse de l’expertise scientifique, en la resituant dans le cadre plus large d’un programme de recherche sur les conditions d’un contrôle démocratique de développement technologique. Responsable de 1983 à 1984 du secteur énergie au sein du cabinet du ministre de l’Environnement Huguette Bouchardeau, il s’appuie sur cette expérience pour étudier le rôle et à la responsabilité des scientifiques dans les processus décisionnels, en particulier dans le domaine de l’environnement. 
Il a publié de nombreux articles sur cette question ainsi que plusieurs livres, dont le plus célèbre est sans doute Entre savoir et décision, l’expertise scientifique. À la demande de l’Office parlementaire d’évaluation des choix scientifiques et technologiques (OPECST), il a contribué en 1998 à organiser et à animer une Conférence de citoyens sur l’usage des organismes génétiquement modifiés dans l’agriculture et l’alimentation. 
Philippe Roqueplo est membre fondateur de l'association Global Chance.

## Œuvres
- Le Partage du savoir : science, culture, vulgarisation (Éd. du Seuil, collection Science ouverte, 1974)[4]
- Penser la technique : pour une démocratie concrète (Éd. du Seuil, collection Science ouverte, 1983)[5]
- Pluies acides, menaces sur l'Europe (Ed Economica, 1988)
- Climat sous surveillance. Limites et conditions de l’expertise scientifique (Éd. Économica, 1993, réédition 1999)
- Entre savoir et décision, l’expertise scientifique (Éd. INRA, collection Sciences en question, 1997)